# Размадзе, Гиорги Гиаевич
Гиорги (Гиоргий) Гиаевич Размадзе (25 сентября 1988, Кутаиси, Грузия) — российский спортсмен, пятикратный Чемпион России, Чемпион Мира, Чемпион Европы, чёрный пояс по дзюдо и джиу-джитсу.
Основатель и главный тренер Академии бразильского джиу-джитсу GOJIRA JJ ACADEMY (г. Москва).
Образование высшее, педагогическое.

## Биография
Гиоргий Размадзе родился 25 сентября 1988 года в городе Кутаиси, Грузия.
С 2003 года занимается дзюдо. В 2004 году переехал в Россию (г. Москва) и начал тренироваться у Александра Ивановича Булаха. Под его руководством началась профессиональная спортивная карьера Гиоргия.
В 2004—2013 годах выступает на соревнованиях по дзюдо.
В 2006 году получил звание «Мастер спорта по дзюдо».
В 2013 году начал профессионально заниматься бразильским джиу-джитсу. Через три года, в 2016 году, вместе с родным братом — Джимми Размадзе, основывает и открывает GOJIRA JJ ACADEMY, насчитывающую 4 филиала. Академия воспитала нескольких Чемпионов России, Чемпионов Мира, Чемпионов Европы, призёров всероссийских и международных турниров.
В 2017 году получил звание «Мастер спорта по спортивной борьбе».
В 2019 году входит в состав сборной России для участия в Чемпионате мира по джиу-джитсу «World Championship Ju-Jitsu JJIF».
В 2019 году получил звание «Мастер спорта международного класса по джиу-джитсу».
В 2020 году получил звание "Мастер спорта России международного класса" 

## Достижения
| Результат | Турнир                               | Дата | Место проведения  | Весовая категория    |
| Золото    | Чемпионат России по джиу-джитсу JJIF | 2014 | Москва, Россия    | 62 кг                |
| Золото    | Grand Slam Paris JJIF                | 2014 | Париж, Франция    | 62 кг                |
| Золото    | Кубок России JJIF                    | 2014 | Москва, Россия    | 62 кг                |
| Золото    | Moscow International Open IBJJF      | 2014 | Москва, Россия    | 64 кг                |
| Бронза    | Moscow International Open IBJJF      | 2014 | Москва, Россия    | Абсолютная категория |
| Золото    | Чемпионат России по джиу-джитсу JJIF | 2015 | Москва, Россия    | 62 кг                |
| Серебро   | Grand Slam Paris (JJIF)              | 2015 | Париж, Франция    | 62 кг                |
| Золото    | Кубок России JJIF                    | 2015 | Москва, Россия    | 62 кг                |
| Золото    | Чемпионат России по джиу-джитсу JJIF | 2016 | Москва, Россия    | 62 кг                |
| Бронза    | Чемпионат Мира JJIF                  | 2016 | Вроцлав, Польша   | 62 кг                |
| Золото    | Чемпионат Европы IBJJF               | 2017 | Рим, Италия       | 64 кг                |
| Золото    | Rome International Open IBJJF        | 2017 | Рим, Италия       | 64 кг                |
| Золото    | Чемпионат России по джиу-джитсу JJIF | 2018 | Москва, Россия    | 62 кг                |
| Золото    | Чемпионат мира (UAE JJF)             | 2018 | Абу-даби, ОАЭ     | 62 кг                |
| Бронза    | Чемпионат Мира JJIF                  | 2019 | Абу-даби, ОАЭ     | 62 кг                |
| Бронза    | Чемпионат Европы (JJIF)              | 2019 | Бухарест, Румыния | 62                   |
| Золото    | Чемпионат России по джиу-джитсу JJIF | 2019 | Москва, Россия    | 62 кг                |
| Золото    | Grand Slam Moscow AJP                | 2019 | Москва, Россия    | 62 кг                |

## Воспитанники

### Размадзе Джимми
| Результат | Турнир                        | дата | Место проведения  | Категория |
| Золото    | Чемпионат Европы UAEJJF       | 2018 | Москва, Россия    | 69 кг     |
| Золото    | Rome International Open IBJJF | 2019 | Рим, Италия       | 70 кг     |
| Бронза    | Чемпионат Мира UWW            | 2019 | Астана, Казахстан | 66 кг     |
| Серебро   | Чемпионат Мира UAEJJF         | 2019 | Абу-даби, ОАЭ     | 69 кг     |

### Елешина Таисия
| Результат | Турнир          | дата | Место проведения | Категория             |
| Золото    | Первенство Мира | 2019 | Абу-даби, ОАЭ    | 2005-2006 г.р., 52 кг |

### Неверов Марк
| Результат | Турнир     | дата | Место проведения  | Категория             |
| Золото    | Кубок мира | 2019 | Бухарест, Румыния | 2005-2006 г.р., 50 кг |

### Блюм Владимир
| Результат | Турнир                 | дата | Место проведения  | Категория              |
| Бронза    | Первенство Мира UAEJJF | 2018 | Абу-даби, ОАЭ     | 2003-2004 г.р., 81+ кг |
| Золото    | Кубок Мира             | 2018 | Афины, Греция     | 2003-2004 г.р., 73+ кг |
| Золото    | Кубок Мира             | 2019 | Бухарест, Румыния | 2003-2004 г.р., 81+ кг |

### Богданов Адам
| Результат | Турнир          | дата | Место проведения | Категория             |
| Золото    | Первенство Мира | 2015 | Минск, Беларусь  | 2002-2004 г.р., 66 кг |
| Бронза    | Кубок Мира      | 2017 | Черногория       | 2003-2004 г.р., 73 кг |